# Céleste Vanaerde
Céleste Émilienne Vanaerde, née Frémaux le 12 septembre 1899 à Tourcoing et morte le 3 septembre 1990 à Dunkerque, est une résistante française.

## Biographie

### Résistance en famille
Céleste Vanaerde a activement participé à la Résistance française intérieure avec son époux Fernand Jean Vanaerde (1892-1984).
Céleste et Jean Vanaerde, ainsi que leurs enfants, habitent au 27 boulevard Gambetta à Tourcoing lorsqu'ils intègrent en août 1943 le sous-secteur frontalier chargé des passages clandestins entre la France et la Belgique au sein de Bordeaux-Loupiac, réseau de récupération et d’évasion du BCRA.
Ils participent dès lors au ramassage, à la protection et à l'évacuation des aviateurs abattus dans le secteur Nord-Belgique.
Entre le 7 août 1943 et le 28 mars 1944, la famille héberge au total 29 aviateurs, la moitié résidant ainsi à leur domicile entre le 23 et le 29 octobre 1943.

### Arrestation et déportation de son mari
Fernand Vanaerde est arrêté par la Gestapo le 19 avril 1944 en même temps que le chef du secteur Nord-Belgique, Eugène Hegedos.
Torturé, Fernand Vanaerde sera ensuite déporté en Allemagne par le train parti de Tourcoing le 1er septembre 1944 (convoi I.281) qu'on appellera « Le dernier train de Loos » et survivra à sa déportation dans le camp de Sachsenhausen,,.

## Publications
Céleste Vanaerde a rédigé deux carnets sous l'Occupation, écrits du fort privé conservés aujourd'hui au musée de la Résistance de Bondues (Nord). Ces carnets permettent de suivre le quotidien d'une famille française durant l'occupation au travers du regard d'une femme résistante, mariée et mère de famille,,.
En 2024, Guillaume Pollack publie le livre 24 heures de la vie sous l'Occupation inspiré des écrits de Céleste Vanaerde